# Cosmoscarta relata
Cosmoscarta relata är en insektsart som beskrevs av William Lucas Distant 1900. Cosmoscarta relata ingår i släktet Cosmoscarta och familjen spottstritar. Inga underarter finns listade i Catalogue of Life.